# Ворона, Любовь Кирилловна
Любовь Кирилловна Ворона (укр. Любов Кирилівна Ворона; 7 апреля 1931 год, село Оленовка, Магдалиновский район, Днепропетровская область, УССР) — украинский государственный и партийный деятель, заведующая молочнотоварной фермой колхоза «За мир» Магдалиновского района Днепропетровской области, председатель колхоза «Гигант» Магдалиновского района Днепропетровской области. Герой Социалистического Труда (1966). Депутат Верховного Совета УССР 9 созыва. Член ЦК КПУ (1976—1981).

## Биография
Родилась 7 апреля 1931 года в крестьянской семье в селе Оленовка. В 1947 году окончила семилетнюю школу в родном селе. В 1947 году обучалась в Днепропетровской лётной школе. В этом же году поступила в Бабайковский зоотехнический техникум, который окончила в 1950 году. Была отправлена на работу в Херсонскую область. До 1953 года работала зоотехником, старшим зоотехником отдела пропаганды и агитации Новомаячковского районного управления сельского хозяйства Херсонской области, секретарём Новомаячковского районного комитета ЛКСМУ. В 1953 году заболела тифом и возвратилась в родное село. В 1953 году вступила в КПСС.
С 1953 года работала зоотехником Ждановского и Поливанивского участков колхоза имени Чкалова Днепропетровской области и главным зоотехником этого же колхоза.
С 1958 года — заместитель бригадира комплексной бригады по животноводству, бригадир животноводческой фермы № 1, заведующая молочно-товарной фермой, секретарь партийного комитета, заместитель председателя колхоза «За мир» поселка Магдалиновка Магдалиновского района Днепропетровской области.
С 1966 по 1976 год — член Ревизионной комиссии КПУ.
В 1966 году удостоена звания Героя Социалистического Труда «за достигнутые успехи в развитии животноводства, увеличении производства мяса, молока, яиц, шерсти и другой продукции».
В 1973 году окончила заочную Высшую партийную школу при ЦК КПСС.
С 1973 по 1977 год — председатель колхоза «Гигант» села Ждановка Магдалиновского района Днепропетровской области.
С 1977 по 1984 год — председатель исполнительного комитета Магдалиновской районного совета народных депутатов Днепропетровской области. За время её руководства район стал первым в области газифицированным сельским районом Днепропетровской области. Руководила строительством социальных объектов в селе Магдалиновка. По её инициативе был открыт районный краеведческий музей.
Избиралась депутатом Днепропетровского областного совета (1982—1986), Верховного Совета УССР 9 созыва (1978—1982) и делегатом XXI и XXII съездов КПСС.
С 1990 по 1994 год — заведующая репродуктивным комплексом колхоза «За мир» Магдалиновского района. В 1994—1996 год — домохозяйка.
С 1996 по 2001 год — заведующая откормочным комплексом ООО «Агро-Овен» посёлка Магдалиновки Днепропетровской области.
С 2001 года — заместитель генерального директора по работе с персоналом ООО «Агро-Овен» Магдалиновского района Днепропетровской области.
Член Аграрной партии Украины.
После выхода на пенсию проживала в селе Магдалиновка Днепропетровской области.

## Награды
- Герой Социалистического Труда — указом Президиума Верховного Совета СССР от 22 марта 1966 года
- Орден Ленина
- Орден Трудового Красного Знамени (дважды)
- Орден Октябрьской Революции
- Орден Дружбы народов
- Орден княгини Ольги 3 степени (2001)
- Медаль «За трудовую доблесть» (дважды)
- Почётный гражданин Магдалиновского района.